# Limes Kör
Limes Kör (1985-1986; 1990.) – a Ceaușescu-féle parancsuralommal szembeforduló magyar értelmiség egyik csoportja. Tagjai a kezdeményező Molnár Gusztávon kívül: Ágoston Vilmos, Balázs Sándor, Bíró Béla, Bíró Gáspár, Cs. Gyimesi Éva, Fábián Ernő, Lőrincz Csaba, Salat Levente, Szilágyi N. Sándor, Vekov Károly. Illegális megbeszéléseiket Bukarestben, Brassóban és Illyefalván tartották, az elsőt 1985. szeptember 20-án, az utolsót 1986. november 10-én.
Az erdélyi magyarság helyzetének változásait követve a totális államrend és a beolvasztó nemzetiségi politika tagadásával új elméleti állásfoglalást vitattak meg "magyarként a teljes magyarságot, európaiként a teljes európaiságot" választva.
A Limes Kör elnevezést (limes latinul 'határ') Molnár Gusztáv azzal indokolta, hogy "a határon, a végeken, határhelyzetben vagyunk. Háromszorosan is. Etnikailag a perem-magyarság léthelyzete a miénk, szellemtörténetileg a perem-európaiság, lélektanilag pedig szintén a normális, természetes emberi létezésmód határán, peremén állunk, vegetálunk."
Ennek megfelelően alakult ki a viták során a hol metapolitikai együvé tartozás, hol disszidens azonosságideológia már nem szűkebb kisebbségi vagy nemzetiségi, hanem átfogó összeurópai magyar nemzeti tudata.
A Limes Kör találkozásain előadás hangzott el a román nacionalista történetírásról, a totalitárius  joggyakorlatról, a moldvai csángók történetével és nyelvével kapcsolatos ferdítésekről. A kör munkásságának 1986-ban a belügyi szervek beavatkozása vetett véget: a kéziratokat lefoglalták, a vitázó feleket felelősségre vonták. A Magyarországra áttelepült Molnár Gusztáv az eredeti viták eszmeiségének folytatására Limes c. nemzetpolitikai szemlét indított Budapesten, melynek 1989/1-es száma közölte a Limes Kör ülésein elhangzott előadások részleteit.
1990-ben Kolozsvárt újjáalakult a Limes Kör, élén Egyed Péterrel, s egy vitaestjének programját nyomtatásban is kiadta (1991).